# Leo Pietsch
Leo Pietsch (* 3. Juli 1905 in Hermagor, Kärnten; † 30. September 1981 in Graz) war Weihbischof der Diözese Seckau (seit 1963: Diözese Graz-Seckau).

## Leben
Leo Pietsch studierte nach Abschluss des Gymnasiums an der Karl-Franzens-Universität Graz und an der Päpstlichen Universität Gregoriana in Rom Theologie und Philosophie, promovierte mit einer Dissertation über die Philosophie von René Descartes und erwarb in beiden Studien einen Doktorgrad. 1929 wurde er in Rom zum Priester geweiht und war anschließend als Religionslehrer und Seelsorger tätig. Nach seiner Habilitation auf dem Gebiet der Katholischen Moraltheologie und Soziallehre wurde er 1945 zum Professor für Moraltheologie und Ethik an der Universität Graz berufen.

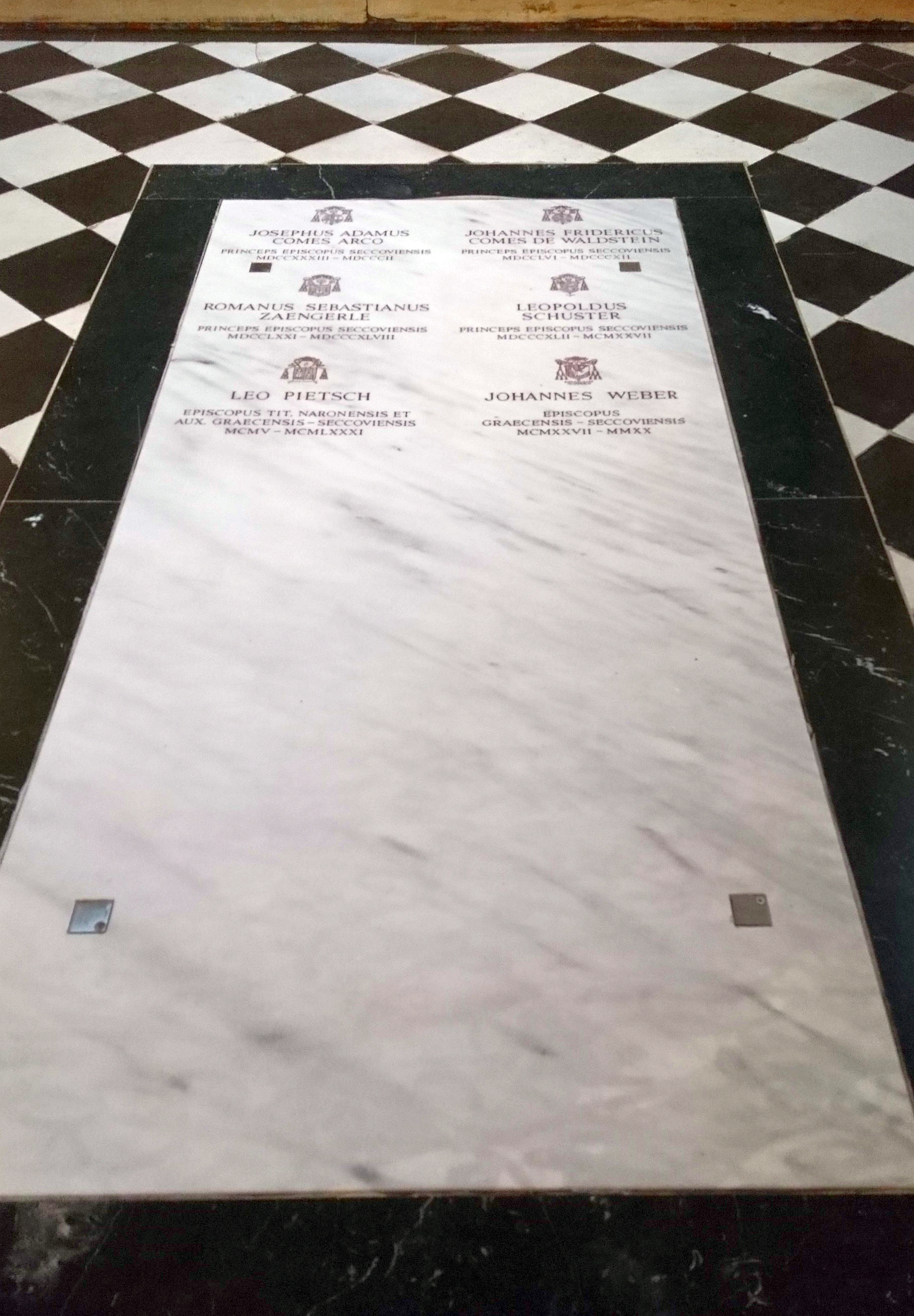
Dom, Graz – Bischofsgruft in der Kreuzkapelle, in der auch Leo Pietsch bestattet ist

Da seit 1947 der damalige Fürstbischof von Seckau, Ferdinand Stanislaus Pawlikowski, zu kränkeln begann, ernannte Papst Pius XII. Pietsch am 27. August 1948 zum Weihbischof in Seckau und zum Titularbischof von Narona. Der Erzbischof von Salzburg, Andreas Rohracher, spendete ihm am 7. November desselben Jahres im Grazer Dom die Bischofsweihe. Mitkonsekratoren waren Fürstbischof Pawlikowski und der Bischof von Gurk, Joseph Köstner.
Am 31. August 1952 weihte er als Mitkonsekrator des St. Pöltner Bischofs Michael Memelauer gemeinsam mit dem Linzer Bischof Franz Zauner den späteren Erzbischof von Wien Franz König zum Bischof.
Er blieb auch nach der Resignation Pawlikowskis im Jahr 1953 unter dessen Nachfolger Joseph Schoiswohl bis zu seiner Emeritierung im Jahr 1967 in seiner Funktion als Weihbischof tätig. Pietsch unterstützte besonders die Katholische Aktion und die Seelsorge für Kinder und Jugendliche.
Leo Pietsch nahm an allen vier Sitzungsperioden des Zweiten Vatikanischen Konzils als Konzilsvater teil.
1955 wurde Pietsch Ehrenmitglied der AV Erzherzog Johann im ÖKV.
Nach seinem Tod wurde Pietsch in der Bischofsgruft im Mausoleum Kaiser Ferdinands II. in Graz bestattet. Nachdem 2010 eine neue Grablege für die Bischöfe von Graz-Seckau im Grazer Dom geschaffen worden war, wurden die verstorbenen Bischöfe in die neue Bischofsgruft überführt.

## Publikationen
- Cartesius als philosophischer Arbeiter, dargestellt aus seinen Briefen an Mersenne. Dissertation, Graz 1933.
- Der Laie in der Kirche. Seckauer Diözesan-Synode 1960. Beiträge und Referate. Mit Beiträgen von Winfried Gruber, Josef Trummer, Andreas Posch, Karl Maria Stepan, Johannes Schasching, Erwin Melichar, Josef Wegan, Ferdinand Klostermann, Leo Pietsch, Josef Krainer, Gottfried Puggl, Georg Hansemann. Styria, Graz 1961.